# Дженалаев, Ибрагим Кинчегреевич
Ибрагим Кинчегреевич Дженалаев — советский хозяйственный, государственный и политический деятель.

## Биография
Родился в 1921 году в посёлке Асерчево. Член ВКП(б) с 1942 года.
С 1939 года — на хозяйственной, общественной и политической работе. В 1939—1986 гг. — учитель школы, участник Великой Отечественной войны, заведующий партийным кабинетом, отделом Зелёновского районного комитета, инструктор, заместитель заведующего Отделом Западно-Казахстанского областного комитета, заведующий Отделом,
секретарь Кустанайского областного комитета, 2-й секретарь Актюбинского областного комитета КП Казахстана, начальник Главного управления по охране государственных тайн в печати при СМ Казахской ССР, инструктор Архивного отдела Института истории партии при ЦК КП Казахстана.
Умер в 2005 году.